# Mataiva
Mataiva és un atol de les Tuamotu, a la Polinèsia Francesa. Administrativament és una comuna associada a la comuna de Rangiroa. Està situat a l'extrem nord-oest de l'arxipèlag, a 39 km a l'oest de Tikehau, i 80 km de Rangiroa. El nom Mataiva significa «nou ulls», i molts cops s'escriu incorrectament com Matahiva.

## Geografia
L'atol té una forma ovalada de 10 km de llarg i 5,3 km d'ample. La llacuna és poc profunda i molt rica en fosfats. Al centre de la llacuna hi ha un monòlit de basalt negre. La corona d'esculls té nou canals entre l'oceà i la llacuna. El clima és humit i tropical, amb una temperatura entre 24 i 30 °C i una precipitació mitjana anual de 2.500 mm.
A banda i banda del pas principal hi ha la vila de Pahua unida per un pont de 120 m de llarg.

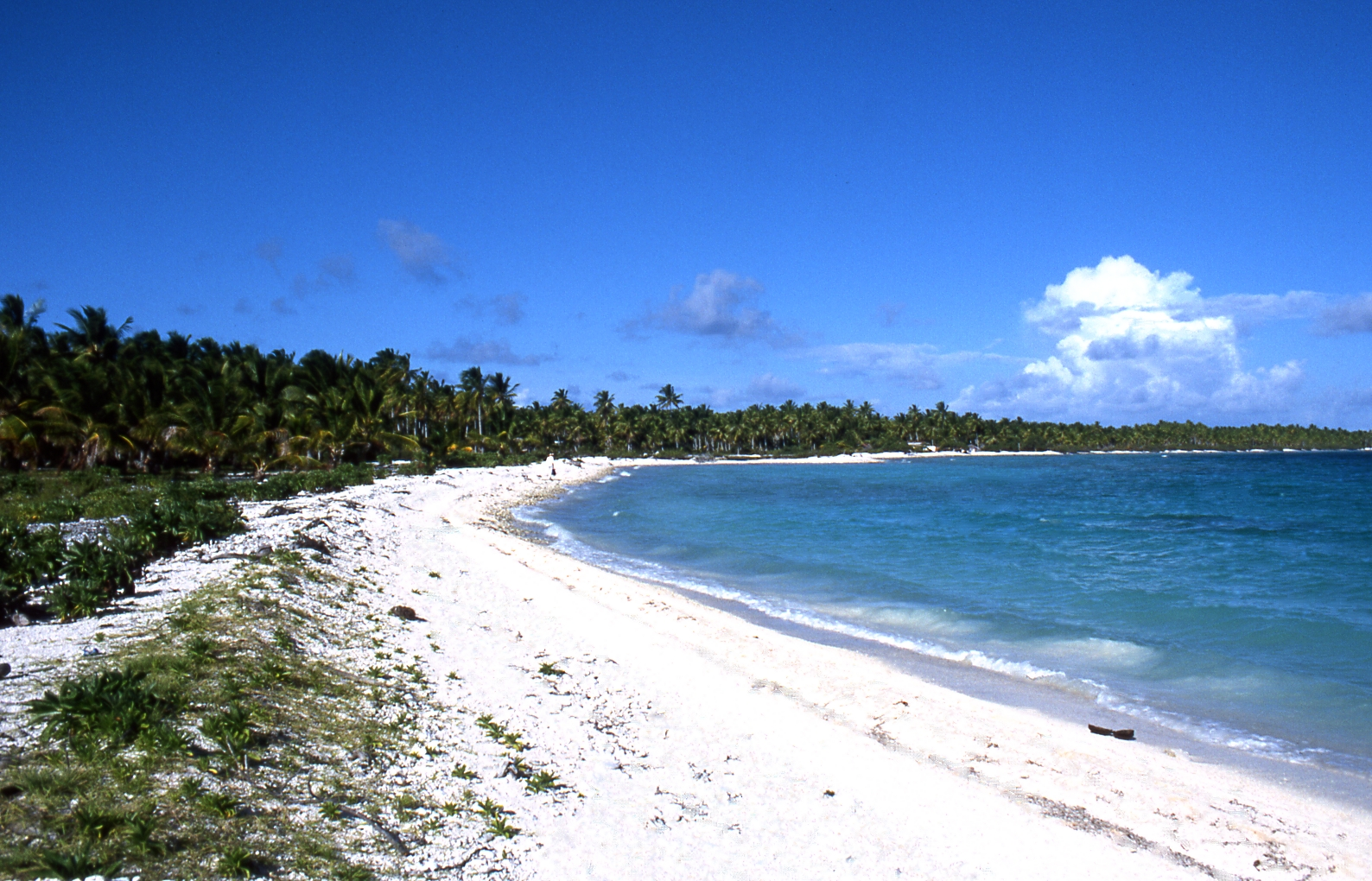
Vista de la platja de la llacuna interior de Mataiva

|  | Mataiva Makatea (116,4 km) Tikehau (62 km) Rangiroa (101 km) |

## Història
Va ser descobert per Fabian von Bellingshausen, el 1820, que el va anomenar Lazaroff, en honor de Mikhaïl Làzarev. L'atol era visitat esporàdicament des dels veïns Tikehau i Rangiroa per recol·lectar copra i tortugues marines. Des del 1945 és habitat permanentment amb una població de 237 habitants al cens del 2002.